# Soke
Sōke (宗家) betyder "familjens överhuvud" eller "upphovsman" på japanska. Inom den japanska stridskonsten brukar sōke översättas med stilens "stormästare". Titeln används främst inom de äldre (och mer reglerade) stilarna, men den har även missbrukats en hel del i västvärlden. En person som utvecklar en egen, eller ärver en kampsportskola är sōke per automatik.